# 松嫩霍夫大阿斯帕赫
松嫩霍夫大阿斯帕赫体育俱乐部注册协会（德語：Sportgemeinschaft Sonnenhof Großaspach e.V.）是一家创建于1994年、位于巴登-符腾堡州阿斯帕赫以及拥有超过7,000名会员的德国足球俱乐部，其主色调为红色及黑色。该俱乐部因其下属的足球队而闻名，后者在2013-14赛季成功升入德国足球丙级联赛。目前松嫩霍夫也只设足球部门：由于足球运动员的竞技成就，其原本开设的体操、乒乓球和九柱戏等部门均在2010年分立，并形成各自的俱乐部。
松嫩霍夫大阿斯帕赫的主场设于可容纳10,000名观众的机电竞技场，其青年队以及参加州级联赛的二队则使用与之相邻的人造草坪作赛。